# 本村光章
本村 光章（もとむら みつあき、1990年9月7日 - ）は、日本の元ラグビー選手。

## プロフィール
- 大分県出身[2]。
- ポジションはスクラムハーフ(SH)。
- 身長 165cm、体重 68kg
- ニックネームはちび、みっつ。

## 略歴
2009年、大分舞鶴高校卒業後、法政大学に入る。なお大分舞鶴高校時代、高校日本代表に選ばれたことがある。
2013年、法政大学卒業後、九州電力キューデンヴォルテクスに加入。同年12月21日に行われたジャパンラグビートップリーグ2ndステージの豊田自動織機シャトルズ戦に途中出場で公式戦初出場を果たした。
2022年、現役を引退した。